# ヒトラーに屈しなかった国王
『ヒトラーに屈しなかった国王』（ヒトラーにくっしなかったこくおう、原題：Kongens nei、英題：The King’s Choice）は、2016年のノルウェーの伝記映画。監督はエリック・ポッペ、出演はイェスパー・クリステンセンとアンドレス・バースモ・クリスティアンセンなど。ノルウェー語の原題の意味は「国王の拒絶」。
第二次世界大戦時、ナチスドイツの侵攻に激しく抵抗したノルウェー国王ホーコン7世を描いた歴史ドラマ。本国ノルウェーで大ヒットを記録し、アカデミー外国語映画賞ノルウェー代表作品に選出された。

## ストーリー
1940年4月9日にナチス・ドイツはノルウェーへの侵攻を開始した。ノルウェー王国国王ホーコン7世は、首都オスロにある宮殿でドイツ国防軍による侵攻の知らせを受けた。ドイツ公使ブロイアーはノルウェーの外務大臣コートのもとへ行き、降伏を認める書類への署名を要請した。ブロイアーは、ノルウェーとの戦争には反対で、ドイツの敵国だったイギリスの侵略からノルウェーを防衛する引き換えに、ドイツに協力してほしいと交渉を試みる。しかしコートは、ノルウェーは独立国家であるため受け入れられないとして、これを拒否した。そして早朝、ホーコン7世は息子のオーラヴ王太子とその妻、王太子夫妻の子供たちとともに王宮を脱出。列車に乗り、ハーマルへと向かった。しかし道中でドイツ空軍の空襲に遭い、国王一家はノルウェーが侵略されているということを身をもって感じた。
ハーマルに到着したホーコン7世は、政府閣僚らと合流。ノルウェーの主要都市がドイツ国防軍によって占領されたことを伝えられる。ホーコン7世の兄クリスチャン10世が治めるデンマークはわずか一日で降伏したとも知らされた。（デンマークの戦い）今後の方針について、臨時議会が開かれることになる。
議会の冒頭に首相は辞任し、内閣は総辞職すると宣言した。しかし、ホーコン7世は議長とともにそれを承認しなかった。そして武力ではなく、交渉で解決すべきだと訴えた。軍事攻撃の停止を条件に、交渉に応じるとの存意をドイツ公使館へ伝える。ノルウェーとの和解を強く望んでいたブロイアー公使はその存意に応えるつもりだったが、ヒトラーには武力行為を止めるなど、考えてもいなかった。
翌朝、ファシズム政党の国民連合党首、クヴィスリングが戦争の混乱に紛れてクーデターを起こし、全権掌握を宣言、ラジオで演説を行った。そして王国政府を批判し、自分が新政権の首相に就任しドイツに協力すると発表した。これを受けて国王一家は再び避難することになり、ノルウェー軍は国王を拘束しようと追ってきたドイツ国防軍と応戦し、国王一家の避難に尽力した。ヒトラーはブロイアー公使にホーコン7世に謁見し、議論するよう命令を下した。
ドイツ国防軍は圧倒的軍事力でノルウェー軍の防衛線を突破し、国王一家に迫ってきていた。ノルウェー政府閣僚たちは、ドイツ国防軍が指定した場所のエルヴェルムへ、ブロイアー公使との交渉に出向いてほしいとホーコン7世に懇願した。敵が指定した場所へ国王一人で行くのは危険だと王太子は反対するが、犠牲を出したくないホーコン7世は出向くことを決意した。
そして、国王に謁見したブロイアー公使はノルウェーの降伏、新政権の首相にはクヴィスリングを就任させるという要求を伝えた。ブロイアーは自身が独断で作った提案書などで必死の説得にあたるが、国民の意見なく決定することはできないと国王は拒否した。そして平和的に解決すると主張しながら執拗に降伏を要求してくるブロイアー公使を非難し、閣僚たちを呼び戻した。閣僚たちが交渉を続けようとするも、国王以外とは交渉するつもりのないブロイアー公使は席を外した。
そして、ホーコン7世は、民主主義により国民から選ばれた王である身として降伏を拒否すること、国民の意向を無視するクヴィスリングを首相には任命しないことを多くの命が失われることも覚悟した上で、絶対にナチス・ドイツには屈しないと宣言した。
降伏を拒否したことへの報復として、ドイツ空軍はホーコン7世たちの避難先に空襲を加え、そして、1940年4月11日に本格的な戦争が始まった。6月7日、ホーコン7世とオーラヴ王太子はイギリスの首都ロンドンに亡命し、3日後にノルウェーは降伏した。国王は亡命してからも、ロンドンからラジオ放送や新聞を通じてノルウェー国民を鼓舞し続け、ナチス・ドイツに抵抗し続けた。そして1945年4月30日にヒトラーは自決し、5月8日にはドイツが降伏した。これを受けて国王と王太子はノルウェーに帰国するため、アメリカに避難していた皇太子の妻と子供たちもロンドンに集った。5月13日にまずオーラヴ王太子がオスロに入り、亡命からちょうど5周年にあたる6月7日にホーコン7世がオスロに帰還し、国民の熱狂的な歓迎を受けた。
絶望的な状況下でも、愛する祖国のため、国民のためにナチス・ドイツに最後まで抵抗したホーコン7世は、今なおノルウェー国内で尊敬を集め続けている。

## キャスト

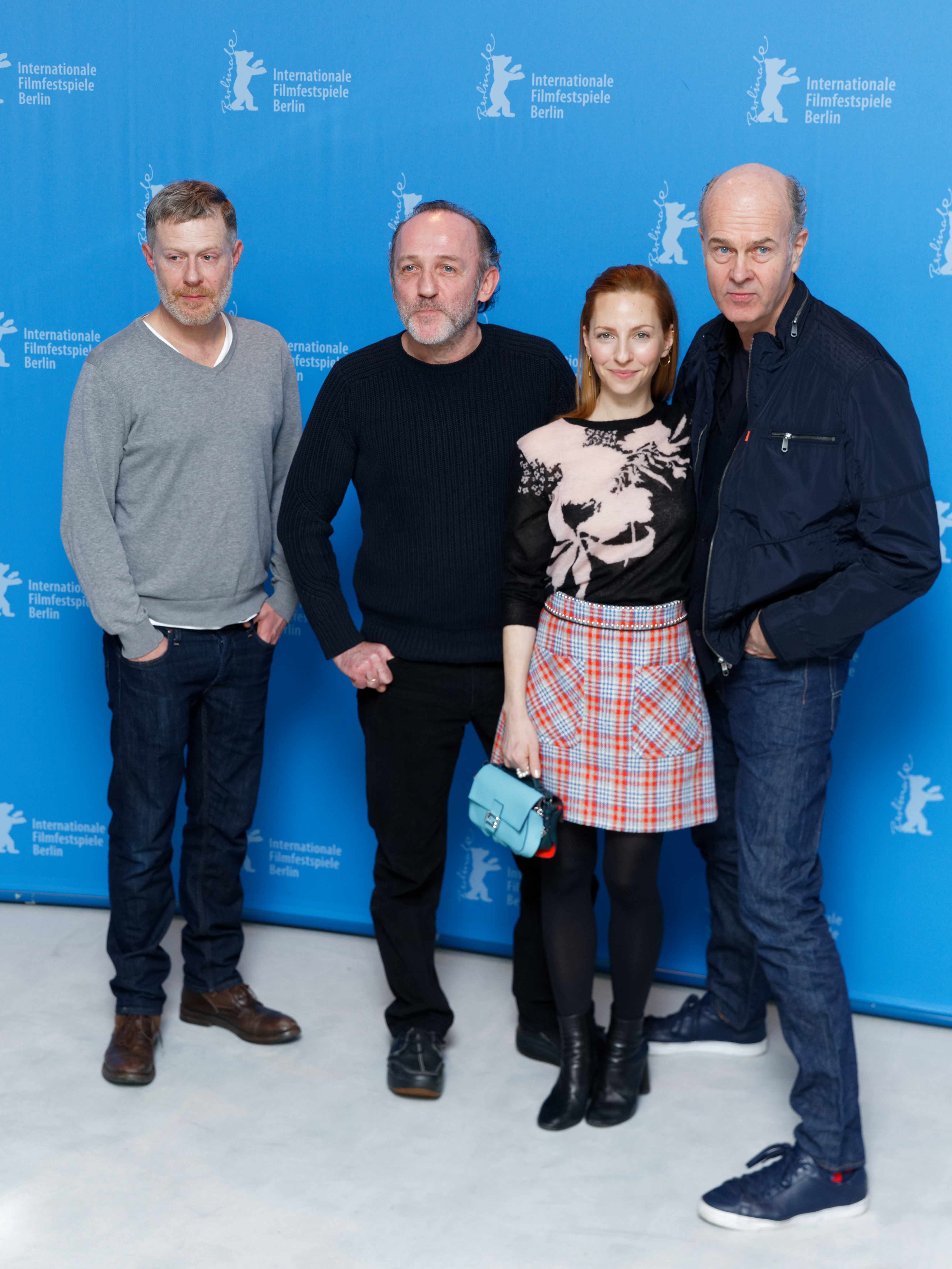
2017年の第67回ベルリン国際映画祭にて、エリック・ポッペ監督（右端）と出演者たち。

- ホーコン7世: イェスパー・クリステンセン

今作の主人公。デンマーク生まれのグリュックスブルク王朝初代国王。1940年のノルウェー侵攻の際、降伏することなく、国内の都市を転々とし、ナチス・ドイツの要求を拒否し抵抗し続けたが、6月9日にノルウェー軍に戦闘を停止する声明を発表。その後イギリスのロンドンに王太子、政府閣僚らと亡命。1945年のドイツ降伏に伴い、ノルウェーへ帰国した。1957年に死去するまで国王を務めた。
- オラフ: アンドレス・バースモ・クリスティアンセン（ノルウェー語版）

ホーコン7世の息子、王太子。国王とともにナチス・ドイツに抵抗。6月7日に国王、政府閣僚らと亡命。
ホーコン7世が1957年に死去した後、1991年までオーラヴ5世として国王を務めた。
- クルト・ブロイアー（ノルウェー語版）: カール・マルコヴィックス

駐ノルウェードイツ公使。娘がノルウェーで生まれたこともあり、ノルウェーに対して愛着を持っている。ノルウェー侵攻の際には、なんとか戦争を回避しようと奮闘するが、ホーコン7世の徹底抗戦の信念により、水の泡と化す。その後は、ドイツ国防軍陸軍中佐として東部戦線に従軍。8年間赤軍の捕虜となる。1969年死去。
- アンネリーゼ・ブロイアー: カタリーナ・シュットラー - ドイツ公使夫人。
- マッタ: トゥヴァ・ノヴォトニー（スウェーデン語版） - 王太子妃。スウェーデンの王族出身。
- ダイアナ・ミュラー: ユリアーネ・ケーラー - ドイツ公使館秘書。
- フレドリク･セーベル: アルトゥル・ハカラフティ - ドイツ語を話せる少年兵。
- ペーデル・ヴェーデル・ヤールスバーグ（ノルウェー語版）: スヴェイン・ティンドベルグ（ノルウェー語版） - 宮内大臣。
- ハルヴダン・コート（ノルウェー語版）: ケティル・ホーグ（ノルウェー語版） - 外務大臣（英語版）。
- ヨハン・ニューゴースヴォル:ゲラルド・ペッテルセン（ノルウェー語版） - 首相。
- C・J・ハンブロ（ノルウェー語版）: ヤン・フロスタッド（wikidata） - 国会議長。
- ビルゲル・エリクセン大佐: エリック・ヒヴュ（ノルウェー語版） - ノルウェー軍将校。
- ラグンヒル: ソフィー・ファルクゴール - 王太子の長女。
- アストリッド: イングリッド・ロス・ラフテモ - 王太子の次女。
- ハーラル: マグヌス・ケーティルソン・ドビー（3歳時） - 王太子の長男。
- ブリニャル・ハンメル: ロルフ・クリスチャン・ラーセン（ノルウェー語版） - セーベルの上官。
- ハートヴィヒ・ポールマン中佐: アンドレアス・ルスト（ドイツ語版） - ドイツ国防軍XXI軍団参謀長。

## 作品の評価
Rotten Tomatoesによれば、24件の評論のうち高評価は83%にあたる20件で、平均点は10点満点中6.6点となっている。